# Karaat (stripreeks)
Karaat is een Franse stripreeks die liep van januari 2003 tot januari 2011. Alle albums zijn geschreven door Yannick le Pennetier, getekend door Felix Meynet en uitgegeven door Dargaud Benelux.

## Albums
| Nummer | Titel                  |
| ------ | ---------------------- |
| 1      | Uma                    |
| 2      | Mira                   |
| 3      | De diamant van Abraham |
| 4      | De put der duisternis  |
| 5      | De zingende wasrol     |
| 6      | De doodskist van ijs   |